# 존 로크

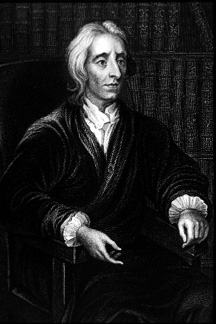
존 로크

존 로크(John Locke, 1632년 8월 29일 - 1704년 10월 28일)는 잉글랜드 왕국의 철학자·정치사상가이다.
로크는 영국의 본격적인 첫 경험론 철학자로 평가를 받는다. (최초의 영국 경험론자는 프랜시스 베이컨이다.) 또한 그의 사회계약론도 매우 중요한 평가를 받고 있다. 그의 사상들은 인식론과 더불어 정치철학에 매우 큰 영향을 주었다. 그는 가장 영향력있는 계몽주의 사상가이자 자유주의 이론가의 하나로 널리 알려져 있다. 그의 저서들은 볼테르와 루소에게 영향을 주었으며, 미국 혁명뿐만 아니라 여러 스코틀랜드 계몽주의 사상가들에게도 영향을 미쳤다. 그의 영향은 미국 독립 선언문에 반영되어 있다.
평화·선의·상호부조가 있는 낙원적 자연 상태에서 노동에 의한 자기 재산을 보유하는 자연권의 안전 보장을 위하여 사회 계약에 의해서 국가가 발생되었다고 주장하였다. 그것은 국가의 임무는 이 최소한의 안전보장에 있다고 하는 야경국가론이다. 그것을 위한 권력으로서 국민은 계약에 의하여 국가에 그것을 신탁(信託)하였다고 주장하여 국민 주권에 기초를 두었으며, 명예혁명 후의 영국 부르주아 국가를 변론하고 영국 민주주의의 근원이 되었다.
로크의 정신에 관한 이론은 "자아 정체성"에 관한 근대적 개념의 기원으로서 종종 인용되는데, 데이비드 흄과 루소 그리고 칸트와 같은 이후의 철학자들의 연구에 현저한 영향을 주었다. 로크는 "의식"의 연속성을 통해 자아를 정의하려 한 최초의 철학자이다. 그는 또한 정신을 "빈 서판"(백지 상태, 즉 "타불라 라사")으로 간주하였는데, 데카르트나 기독교 철학과는 다르게 사람이 선천적 관념을 지니지 않고 태어난다고 주장하였다.

## 생애
로크의 생애, 무엇보다도 그의 젊은 시절에 관해 남아 있는 기록은 많지가 않다.
1632년 8월 29일 섬머셋셔(Somersetshire)의 작은 마을 라잉턴(Wrington)에서 법조인의 아들로 태어났다. 로크의 아버지는 청교도 혁명 당시 올리버 크롬웰 밑에서 싸운 의회파 군대의 기병대장이었다. 부모로부터 청교도의 교육을 받은 것으로 전해지며 유년시절은 브리스톨 근교의 펜스포드(Pensford)에서 보냈다. 1647년 웨스트민스터 기숙사학교에 입학하여 우수한 성적으로 졸업했다. 1652년 크라이스트 처치 (옥스퍼드)에 장학생으로 입학하여 언어, 논리학, 윤리학, 수학, 천문학을 두루 공부하면서 데카르트 철학을 처음으로 알게 된다. 1656년 학사(Bachler of Art)를 받은 후 2년간 석사과정을 밟았다. 1660년 옥스퍼드 대학의 튜터로 5년간 활동한 후 1664년경부터 과학, 특히 의학을 연구하였다. 1665-1666년 공사 비서로서 독일의 브란덴부르크에 머물렀으며, 이를 계기로 로크는 약 10여년간 정치무대에서 활동을 한다. 그는 이곳에서 가톨릭교도와 개신교도들이 서로 다른 종교를 믿지만 질서있게 함께 사는 것을 목격하고 종교적 관용의 실행 가능성에 눈을 뜨게 된다. 이 경험이 훗날 <관용에 관한 편지(A Letter concerning Toleration>를 쓰게 된 원동력으로 학자들은 추측하고 있다. 샤프츠베리 제 일공작의 서기로 발탁되어 1675년에는 심지어 무역 식민위원회의 서기장에 임명되기도 한다. 1675-1679년 주요 저서인 <인간 오성론>의 저술을 시작하였다. 이 시기에 로크는 심한 천식으로 정계에서 은퇴한 후 프랑스의 몽펠리에르에서 약 4년간에 걸쳐 휴양 생활을 한 후 1679년 영국으로 돌아온다.
1689년 명예 혁명에 의한 윌리엄 3세의 즉위로 귀국하여 1690년 공소원장이 되고, 망명중 집필한 <인간 지성론>을 발표하여 일약 유명해졌다. 1700년 에식스에 은퇴하였다가 그곳에서 1704년에 사망하였다.

### 저서
- <인간 지성론(An Essay concerning Human Understanding)>: 당시 ‘새로운 과학’ 곧 근대과학을 포함한 인식의 문제를 다룬 그의 主著
- <통치론(Two Treatises of Government)>
- <기독교의 합리성(The Reasonableness of Christianity)>: 존 톨런드의 초안에 대한 답변서로 작성한 글임.
- <관용에 관한 편지(A Letter concerning Toleration)>

## 철학사상

### 인식론
로크는 지성과 물질의 두 가지 본질(substance)을 믿었던 형이상학적인 이신론자이다. 그는 인식론의 창시자이며 계몽 철학의 개척자일 뿐 아니라, 그의 정치·교육·종교 등의 사상은 영국과 프랑스에 큰 영향을 미쳤다. 그는 처음에는 데카르트 사상에 관심을 가졌으나, 후에는 데카르트의 생득적 관념(innate ideas)을 맹렬히 비판하며, 관념의 경험적 발생을 주장하였다.
그에 의하면 "인간의 마음은 본래 백지와 같은 것으로 어떠한 성분도 생득적 관념(innate ideas)을 갖고 있지 않다. 인간에게 지식과 추리의 재료인 관념을 주는 것은 경험뿐인데, 경험은 감각과 반성으로 나뉜다. 우리는 감각에 의하여 달다, 짜다, 희다, 둥글다 등의 관념을 가지며 반성에 의해 사유, 의지, 상기 등의 관념을 가진다. 이들은 단순 관념으로서 이들이 복합하여 복합 관념이 생긴다. 이성론에서 말하는 실체도 복합 관념에 지나지 않는다"고 하여 경험론의 입장을 취하였다.

### 아이작 뉴턴과의 관계
로크는 뉴턴의 작품인 '자연철학의 수학적 원리와 광학'에 있는 내용을 토대로 현상 물질 세계의 이해를 하는 데에 기념비적인 역할을 하였다. 뉴턴은 원자이론을 과학적이고 실험적으로 증명해 내었다. 로크의 경험론은 뉴턴주의의 철학적인 합리성을 제공하였다.

### 관용에 관한 편지
로크는 왕당파를 피해 1683년부터 네덜란드에 망명해 있었다. 그곳에서 그는 프랑스의 루이 14세의 퐁텐블로 칙령과 개신교인 탄압에 대한 소식을 듣는다. 그는 로마 가톨릭교회의 개신교 탄압에 항의하며 《관용에 관한 편지(Letter Concerning Toleration)》를 썼다.
그는 이 책에서 "관용이야 말로 참된 신앙을 구별하는 가장 분명한 기준"이라고 주장했다. 이 글은 정치와 종교의 관계를 그려내는 데 매우 유익한 영향을 미쳤다. 종교의 자유가 허용되는 것은 정부로 부터의 간섭이 없는 상태를 지향한다. 이 글에 보이는 이 편협함은 자유를 위협하는 하나의 심리적 상태를 가리킨다. 이 편협함에 대한 항거로 이 편지의 정당성은 세대를 벗어나 전세계에 영향을 미치게 되었다. 비종교인과 종교인의 공존은 이 관용이 실현될 때야만 가능하다.

## 정치철학
로크는 홉스와 마찬가지로 인간은 자연 상태에서는 정치적인 존재(고대의 인간상. 아리스토텔레스 비교)가 아니라고 말한다. 인간은 자연 상태에서 신으로부터 주어진 정당함에 따라 공평하며, 권리가 있는데 그것은 바로 자신의 재산을 가질 수 있다는 것이다. 이것은 그 당시의 다른 철학자들과 비교되는 로크의 주장이기도 한데, 그 이유는 자연 상태에의 인간의 소유는 이웃의 동의를 받아야 한다는 주장과는 상충되게도, 로크는 인간은 일을 통하여 신이 주신 자연을 주변 사람의 동의 없이 소유할 수 있다는 것이다. 하지만 이 소유에는 한계가 있고, 그 한계라 함은 자신이 사용할 수 있는 한도 내에서 소유해야하는 것이기 때문에, 가령 예를 들어 어떤 사람이 혼자 먹을 만큼 이상의 사과를 얻어 그 사과를 썩게 한다면, 그것은 자연의 법에 어긋난다고 보았다.
여기서 남은 잉여생산물에 대한 물물교환이 생겨나며, 그 물물 교환을 간편하게 하기 위해서 돈이 발명되었다. 금, 은, 돈과 같은 것들은 썩지 않기 때문에 인간은 자연 법칙을 어기지 않는 한도 내에서 자신의 재산을 증식할 수 있었다.
로크는 또한 자연속에서 자연법칙이 존재하는 한 인간은 자유를 누릴 수 있었다고 주장하였으며, 내 재산이 도난을 당했을 시에는 도둑에 대한 처벌을 할 수 있는 권리가 누구에게나 있었다고 주장하였다.
그러나 인간은 자기의 재산을 보다 더 효과적으로 안전하게 지키기 위해서 다른 어떠한 기관이 필요하였는데, 그 기관을 만들기 위한 중간과정이 바로 사회계약설이다.
사회계약설에 의하여 국가는 성립되었으나 국가는 절대권력을 행사하는 기관이 아니며 (홉스의 국가관과 대조), 입법부가 정한 법에 의해 행정부에서 통치하는 기관이었다. (완벽한 삼권분립의 형태가 아님)
국가가 그 기능을 제대로 수행하지 못했을 경우, 국민의 재산을 안전하게 보호할 의무, 계약을 성립한 국민에 의해 파기될 수 있다는 것도 로크의 주장에서 주목할 만하다.
로크는 처음으로 헌정민주정치와 자연권을 주장한 사람이다. 그의 정치이론들은 미국,영국,프랑스 등 여러 서방국가들에 큰 영향을 끼쳤다.
로크의 자유주의는 미국에서는 신성시되었고 '민족이론'으로까지 발전되었다. 그의 사상은 미국 정치가 토머스 제퍼슨에게 크나큰 영향을 주었고, 이는 후에 독립 혁명의 밑거름이 되었다. 로크가 프랑스에 끼친 영향은 더욱 엄청나다. 로크의 사상이 프랑스에 전해진 후, 그의 사상은 훗날 프랑스 계몽주의 운동, 프랑스 대혁명 등의 대사건에 크나큰 영향을 주었다. 그의 정치 사상은 전제주의에 반대하고, 국가는 개인의 생명·재산·자유를 보호해야 한다고 하였다. 국가 성립에 관해서는 계약설을 택하고, 의회적인 민주 정치와 입법·사법·행정의 삼권 분립의 기초를 만들었다.

### 평가
프란시스 쉐퍼는 그의 저서 기독교 선언에서 존 로크가 새뮤얼 루더포드의 저서 Lex Rex( 법이 곧 왕이다)를 세속화하였고, 토머스 제퍼슨이 그런 입장을 지지하였다고 평하였다.

### 로크의 모순적인 행동
- 《관용에 대한 편지》에서 그가 말하는 관용의 대상은 영국 국교도에 의해 핍박을 받는 청교도였고, 로마 가톨릭이나 무신론자들은 그 대상에서 제외되었다.
- 노예제에 대한 그의 글은 영국 같은 나라에서의 노예제도는 반대했지만, 아메리카 식민지에서 영국인들이 흑인을 노예로 소유하는 것에 대해서는 용인하였다.

이러한 태도로 로크에 대한 평가는 영국에서는 관심을 갖지 못했지만, 아메리카 신대륙에서 특히, 남부의 노예를 필요로 하는 지역에서는 각광을 받았다. 즉, 미국이 영국으로부터 독립을 얻는 데에 이론적 바탕이 됨과 동시에 흑인을 노예로 소유하는 것은 허용하는 이론적 토대를 갖도록 하였다. 로크의 노예를 포함한 사적 소유권의 자유를 인간의 자연적 권리로 보는 관점에 반해, 존 스튜어트 밀은 사적 소유권에 대해서도 국가나 정부가 때에 따라서 억제 및 조절해야 한다고 주장하였다.

## 같이 보기
- 사무엘 클라크
- 타불라 라사
- 조지 버클리

## 참고 자료
- 로크 『인간지성론』 / 김상현 pdf
- 로크 『통치론』 / 정윤석 pdf
- 김용무, 존 로크의 정치사상에 관한 연구, 충남대학교 박사학위논문, 1989
- 박성균, 영국시민정치이론의 형성에 관한 연구: 로크의 시민정치이론을 중심으로, 동아대학교 박사학위논문, 1980
- 최현아, 존 로크의 자연법론의 전개과정과 통치론, 경희대학교 석사학위논문, 2000
- 박양규, 존 로크의 인간오성론에 있어서의 관념에 관한 고찰, 전북대학교 석사학위논문, 1981
- 문수진, 로크의 재산권 이론에 관한 연구, 경성대학교 석사학위논문, 2007